# Bitwa na równinie Bafeus
Bitwa na równinie Bafeus (tur. Bafeus Muharebesi) – bitwa, która miała miejsce dnia 27 lipca 1302 pomiędzy armią Osmanów pod wodzą Osmana I a bizantyjskimi siłami dowodzonymi przez Georgosa Muzalona. Bitwa zakończyła się zwycięstwem Osmanów i przyspieszyła zajęcie bizantyjskiej Bitynii przez Imperium osmańskie.
W 1282 roku Osman I zasiadł na tronie tureckim i rozpoczął trwające dwie dekady wyprawy łupieżcze na przygraniczne tereny bizantyjskiej Bitynii. W roku 1301 Osmanowie oblegli İznik, dawniejszą stolicę Cesarstwa Nicejskiego. Łupieżcze wypady Osmanów przyczyniły się do wybuchu epidemii głodu w Nikomedii i okolicznych rejonach.
Wiosną 1302 r. cesarz Michał IX Paleolog (rządził w latach 1294–1320) poprowadził swoje wojska do Magnezji. Osmanowie wycofali się jednak unikając walnej bitwy. Mimo to nadal podejmowali łupieżcze wyprawy, zagrażając cesarzowi w samej Magnezji. Gdy wkrótce większość niezadowolonych żołnierzy armii bizantyjskiej rozproszyła się, cesarz opuścił miasto drogą morską i powrócił do kraju.
W tym czasie współrządzący krajem Andronik II Paleolog (rządził w latach 1282–1328) rozpoczął organizację armii bizantyjskiej, której celem było odblokowanie Nikomedii. Na czele dwutysięcznych sił stanął Georgios Muzalon. Armia bizantyjska wkroczyła do Bitynii i dnia 27 lipca 1302 r. natknęła się na oddział 5000 jazdy tureckiej i sprzymierzonych z nią oddziałów z Paflagonii. Do spotkania doszło na równinie Bafeus (gr.Βαφεύς) położonej (w do dziś niezidentyfikowanym miejscu) na wschód od Nikomedii. Turcy zaatakowali Bizantyjczyków, rozrywając linię ich wojsk i zmuszając Muzalona do odwrotu do Nikomedii.
Bitwa na równinie Bafeus była jednym z ważniejszych zwycięstw państwa osmańskiego w początkowym okresie jego ekspansji. W wyniku klęski Bizantyjczycy utracili kontrolę nad Bitynią. Wynik bitwy spowodował ucieczkę miejscowych chrześcijan poza Bosfor. Zapoczątkował też proces utraty przez Cesarstwo ziem Azji Mniejszej, zakończony zdobyciem przez Turków Nikomedii w roku 1337.